# Esther Möller
Pour les articles homonymes, voir Möller.
Esther Möller (née le 13 septembre 1977 à Winsen) est une athlète allemande spécialiste du sprint. 

## Biographie

### Palmarès
| Date | Compétition                   | Lieu        | Résultat | Épreuve   | Performance |
| ---- | ----------------------------- | ----------- | -------- | --------- | ----------- |
| 1994 | Championnats du monde juniors | Lisbonne    | 2e       | 4 x 100 m | 44 s 78     |
| 1995 | Championnats d'Europe juniors | Nyíregyháza | 1re      | 4 x 100 m | 44 s 77     |
| 1996 | Championnats du monde juniors | Sydney      | 3e       | 100 m     | 11 s 46     |
| 1996 | Championnats du monde juniors | Sydney      | 3e       | 4 x 100 m | 44 s 57     |
| 1997 | Championnats d'Europe espoirs | Turku       | 2e       | 100 m     | 11 s 53     |
| 1997 | Championnats d'Europe espoirs | Turku       | 1re      | 4 x 100 m | 43 s 94     |
| 1997 | Championnats du monde         | Athènes     | 4e       | 4 x 100 m | 42 s 44     |
| 1999 | Championnats d'Europe espoirs | Göteborg    | 2e       | 4 x 100 m | 43 s 53     |
| 1999 | Championnats du monde         | Séville     | 5e       | 4 x 100 m | 42 s 63     |
| 2003 | Coupe d'Europe des nations    | Leipzig     | 3e       | 60 m      | 7 s 30      |

### Records
| Épreuve    | Performance | Lieu      | Date         |
| ---------- | ----------- | --------- | ------------ |
| 100 mètres | 11 s 25     | Rehlingen | 9 juin 2003  |
| 200 mètres | 22 s 81     | Nüremberg | 25 juin 2000 |